# Славолюб Муслин
Славолюб Муслин (серб. Slavoljub Muslin, нар. 15 червня 1953, Белград) — югославський футболіст, захисник. По завершенні ігрової кар'єри — сербський та французький футбольний тренер. Протягом 2016—2017 років очолював тренерський штаб національної збірної Сербії.
Як гравець насамперед відомий виступами за «Црвену Звезду».

## Ігрова кар'єра
У дорослому футболі дебютував 1965 року виступами за ОФК (Белград), в якому провів сім сезонів.
Згодом грав у складі клубів БАСК (Белград) та «Рад».
Своєю грою за останню команду привернув увагу представників тренерського штабу «Црвени Звезди», до складу якої приєднався 1975 року. Відіграв за белградську команду наступні шість сезонів своєї ігрової кар'єри. Більшість часу, проведеного у складі «Црвени Звезди», був основним гравцем захисту команди.
1981 року уклав контракт з французьким «Ліллем», у складі якого провів наступні два роки своєї кар'єри гравця. Граючи у складі «Лілля» також здебільшого виходив на поле в основному складі команди.
Протягом 1983–1986 років захищав кольори «Бреста».
Завершив професійну ігрову кар'єру у нижчоліговому французькому клубі «Кан», за команду якого виступав протягом сезону 1986—1988 років.

## Кар'єра тренера
Розпочав тренерську кар'єру відразу ж по завершенні кар'єри гравця, 1988 року, очоливши тренерський штаб клубу «Брест».
Під керівництвом югослава «Брест» повернувся у вищий дивізіон, але в 1992 році був понижений в класі в зв'язку з банкрутством. Після трирічної роботи з клубом третього дивізіону «По», Муслин в 1995 році став головним тренером «Бордо».
Його підопічними були Зінедін Зідан і Крістоф Дюгаррі, але в лютому 1996 року через незадовільні результати югослав покинув свій пост. Згодом Муслин працював з «Лансом» і «Ле-Маном», після чого покинув Францію.
Після недовгої робити з марокканським «Відадом» (Касабланка) Славолюб очолив рідну «Црвену Звезду». З цим клубом Муслін тричі виграв чемпіонат країни (2000, 2001, 2004) і двічі — національний Кубок (2000, 2004). У березні 2002 року наставник пішов у болгарський «Левскі», але, вигравши чемпіонат і Кубок Болгарії, повернувся в «Црвену Звезду».

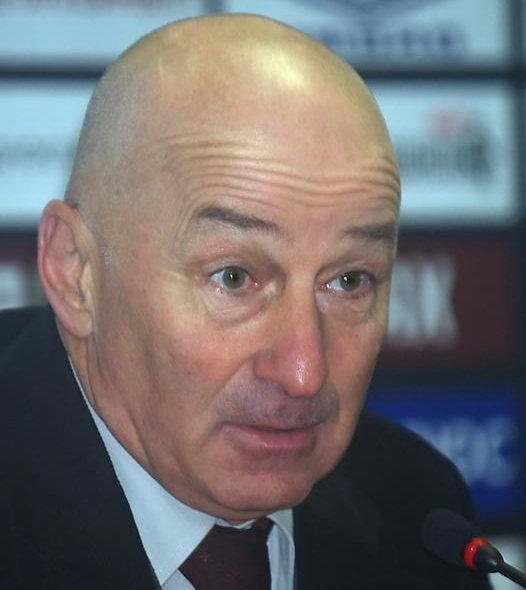
Славолюб Муслин за часів тренування «Хімок». 23 березня 2008 року

З липня 2004 по березень 2005 року Муслін працював у донецькому «Металурзі», допомігши команді завоювати свою третю в історії бронзу чемпіонатів України.
З травня по грудень 2005 року очолював бельгійський «Локерен».
У січні 2006 року президент московського «Локомотива» Валерій Філатов оголосив про підписання контракту з Муслином. Угода була розрахована на два роки з можливістю продовження ще на один сезон. На старті першості гра «Локомотива» викликала багато питань — команда втратила велику кількість очок і перебувала у нижній частині турнірної таблиці. Однак ближче до середини чемпіонату «Локомотив» виправив становище, закріпився в лідируючій трійці і вів боротьбу за чемпіонський титул зі столичними ЦСКА і «Спартаком».
У вересні клуб взяв старт у Кубку УЄФА, але в першому ж раунді за підсумками двоматчевого протистояння поступився маловідомій бельгійській команді «Зульте Варегем» із загальним рахунком 2:3. Ця поразка викликала негативну реакцію керівництва і вболівальників «Локомотива». 14 жовтня залізничники в рамках чемпіонату Росії поступилися ФК «Москва» (0:1), і цей матч став останнім для Муслина на посту головного тренера «Локомотива». 19 жовтня було оголошено про відставку сербського фахівця. На його місце прийшов росіянин Олег Долматов.
Після відставки з «Локомотива» Муслин знову тренував бельгійський клуб «Локерен», російські «Хімки», білоруське «Динамо» (Мінськ) та кіпрський «Анортосіс», однак значущих досягнень з цими командами не домігся.
29 грудня 2010 року Славолюб Муслин був призначений головним тренером російського клубу «Краснодар», який тільки вийшов до Прем'єр-ліги. В першому ж сезоні Муслин допоміг команді зайняти 9 місце і втриматись в еліті. Загалом пропрацював з краснодарською командою до серпня 2013 року.
17 червня 2014 був призначений головним тренером іншої російської команди, «Амкара», проте вже наприкінці того ж року був звільнений через незадовільні результати. Невдало завершилася й робота сербського спеціаліста з його наступною командою, бельгійським «Стандардом» (Льєж), — він залишив цей клуб наприкінці серпня 2015, лише через неповні три місяці роботи, після провалу у відбірковому раунді тогорічної Ліги Європи.
У квітні 2016 року прийняв пропозицію очолити збірну Сербії із завданням вивести національну команду до фінальної частини чемпіонату світу 2018 року. Очолювані Славолюбом серби досить вдало розпочали відбірковий турнір з нічиїх проти головних конкурентів за вихід з групи — збірних Ірландії та Уельсу, а також перемог над збірними Молдови і Австрії. По результатах вібіркового турніру завдання виходу на мундіаль було виконано, проте невдовзі після цього Муслина було звільнено з посади очільника збірної.

## Досягнення

### Як гравець
- Фіналіст Кубка УЄФА: 1978/79
- Чемпіон Югославії (3): 1977, 1980, 1981

### Як тренер
- Чемпіон Марокко: 1999
- Чемпіон Югославії: 2000, 2001
- Чемпіон Сербії та Чорногорії: 2004
- Чемпіон Болгарії: 2002
- Володар Кубка Югославії: 2000
- Володар Кубка Сербії та Чорногорії: 2004
- Володар Кубка Болгарії: 2002